# Устрица прерии

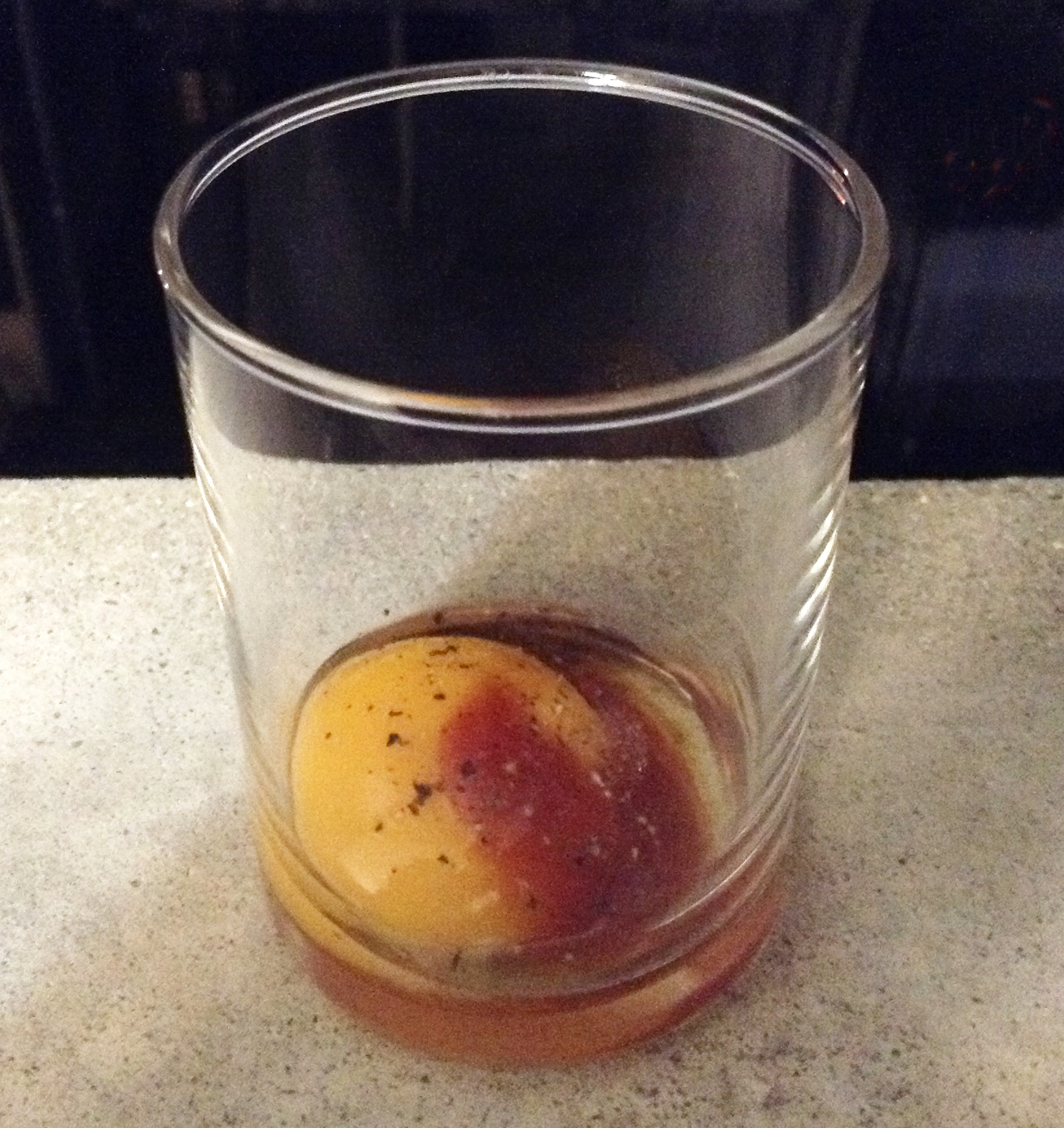
Коктейль «Устрица прерии»

«У́стрица пре́рии» или степна́я у́стрица (англ. Prairie oyster) — коктейль, состоящий из сырого яйца (часто просто желтка), вустерского соуса, уксуса и/или острого соуса, поваренной соли и молотого чёрного перца. Считается, что коктейль обладает антипохмельными свойствами.
Иногда в коктейль добавляют томатный сок, и он напоминает «Кровавую Мэри». Целый желток придает напитку консистенцию, похожую на устрицу, отсюда и его название.

## Происхождение
По одной версии коктейль был придуман в Нью-Йорке в ресторане отеля «Хилтон», а название получил благодаря вкусовому сходству сырого яйца с моллюском. Также бытует легенда, что коктейль с яйцом придумал ковбой, чтобы спасти своего обессилевшего друга.
Как указывают источники, Устрица прерии был изобретён как закуска-запивка в XIX веке на Среднем Западе США. В то время эти края стали районом массового переселения людей с Восточного побережья Соединенных Штатов, где устрицы были популярным и практически общедоступным продуктом, считались едой бедноты. Переселенцы тоскуя среди степей по привычным устрицам, придумали этот коктейль, который отдалённо напоминал их консистенцией и солоноватым вкусом. Коктейль употребляли как лакомство, закуску, запивая вином или крепким алкоголем. Например, в пособии по диетологии 1886 год желтковые устрицы фигурируют как уже достаточно известное средство. В то же время переселенцы, забравшиеся ещё дальше на запад североамериканского материка, в Скалистые горы, под тем же названием (устрицы прерий, степные устрицы, устрицы Скалистых гор) придумали блюдо из семенников самцов крупного или мелкого рогатого скота.

## Описание
Встречаются как алкогольные, так и безалкогольные версии этого коктейля. В качестве алкоголя чаще используется водка, реже виски, коньяк или креплёное вино. Является коктейльным шотом: выпивается залпом.
«Устрица прерии» считается традиционным средством от похмелья, при этом научных доказательств эффективности коктейля нет. Эксперты утверждают, что этот коктейль не помогает от похмелья. Было высказано предположение, что сырое яйцо в «Устрице прерий» может облегчить симптомы похмелья, поскольку яйца содержат цистеин — аминокислоту, которая помогает организму расщеплять ацетальдегид, побочный продукт переработки алкоголя. Однако нет надёжных доказательств того, что употребление продуктов с этой аминокислотой облегчает симптомы похмелья. Кроме того, исследования показывают, что аминокислоты сырых яиц усваиваются хуже, чем аминокислоты варёных яиц.
Также было высказано предположение, что «Устрица» может облегчить симптомы похмелья, отвлекая внимание и являясь своего рода плацебо.
Само название коктейля (oyster) и его свойства позволяют отнести Устрицу прерий и к аустерам — группе отрезвляющих коктейлей, которые оказывают некоторое тонизирующее действие, подаются в конце вечера или в перерыве между приемами коктейлей.
Этому коктейлю приписывается и другой эффект: якобы он помогает от икоты.